# 長春会議
長春会議（ちょうしゅんかいぎ）とは、1922年9月4日から25日にかけて、長春で開催された日本と極東共和国（実質はロシア・ソビエト連邦社会主義共和国→後のソビエト連邦）との国交協議。

## 概要
ロシア革命以来続けられてきたシベリア出兵は、ソビエト政権の安定化とアメリカなどの共同出兵国の撤退によって挫折が明らかになりつつあった。だが、日本では軍部・世論ともに強硬論が強く、更に尼港事件なども発生したために撤退の時期を逸し、国際的な批判を受けるに至った。
日本が漸くソビエト政権との交渉に入ったのは1921年8月から1922年4月まで行われた大連会議である。ただし、表向きはソビエト連邦が設置した緩衝国である極東共和国との通商交渉という形を取った。だが、尼港事件に対する謝罪と賠償を求める日本側と北樺太をはじめとする日本軍占領地域からの撤退期日の明記を求める極東共和国側との溝は大きく、会議は失敗に終わった。ただし、決裂直後の4月24日に極東共和国のЯ・Д・ヤンソン外務大臣から高橋内閣の内田康哉外務大臣に交渉再開を求める書簡を送り、内田も5月13日に同様の希望を伝えた。また、ジェノア会議でソビエト連邦と西欧諸国が経済協力について一定の合意をみたことも日本に交渉再開を迫る一因となった。その間に高橋内閣に代わって加藤友三郎内閣が成立（内田外相は留任）し、同内閣は6月24日に10月末までに尼港事件に対する保障占領の名目で占領していた北樺太以外からの日本軍撤退を決定したことを受けて交渉再開の機運が高まった。交渉場所に関しては極東共和国が首都チタや北京などを提案し、日本側は前回と同じ大連やハルビンなどを提案したが、最終的に長春で行うこととなった。
9月に入り、長春で新たな交渉が持たれ、日本側からは松平恒雄外務省欧米局長・松島肇ウラジオストク総領事が、極東共和国側からはヤンソン外務大臣に加えてソビエト連邦のアドリフ・ヨッフェ全権代表（中国大使兼務）が会談に加わったが、日本側よりソビエト連邦代表の参加に異論が出され、また北樺太からの日本軍の撤退は尼港事件の全面解決後に改めて協議することが提案された。これに対して極東共和国側からは極東共和国の外交合意はソビエト連邦憲法の批准手続が無ければ無効である（裏を返せばソビエト連邦を日本が承認しない限りは合意は無効である）という見解が出され、更に尼港事件の解決如何を問わずに北樺太からの撤退期日を示すように求められた。このため、話し合いは折り合いがつかず、1ヶ月も持たずに交渉は決裂に終わった。更に日本軍が一方的に北樺太以外の全域から撤退したことを受けて10月には極東共和国のソビエト連邦への統合が行われた。
大連・長春両会談における日本側の立場は一貫して日本本土の対岸における共産政権の樹立を容認せず、ソビエト連邦の承認先送りを図るとともに、外交交渉によって極東共和国をソビエト政権のロシアから完全に切り離して同国から独自に極東ロシア地域の経済活動の自由と漁業利権などの経済権益の保障を確保することにあった。だが、ソ連側からすればロシア本土から日本軍が撤退し、西欧諸国との外交交渉が軌道に乗り始めた現状で日本との関係改善を急ぐ必要はなくなりつつあった。このため、日本側はその外交戦略の見直しを迫られ、交渉は振り出しに戻ることになった。